# Sistema de Cooperación entre las Fuerzas Aéreas Americanas
El Sistema de Cooperación entre las Fuerzas Aéreas Americanas (SICOFAA) es una organización creada en 1961 con el fin de promover las acciones tendientes a fortalecer los ejércitos aéreos del continente americano.
El sistema no cuenta con unidades aéreas asignadas de modo permanente sino que coordina el movimiento de las distintas fuerzas aéreas a efectos de un empleo eficiente de los recursos. La dirección de la SICOFAA está a cargo de la Conferencia de Jefes de las Fuerzas Aéreas Americanas. Con el fin de asegurar la continuidad de la organización, se mantiene una secretaría permanente.

## Miembros
Países miembros del SICOFAA:
| País                 | Fuerzas Aéreas Americanas                   |
| -------------------- | ------------------------------------------- |
| Argentina            | Fuerza Aérea Argentina                      |
| Belice               | Ala Aérea de la Fuerza de Defensa de Belice |
| Bolivia              | Fuerza Aérea de Bolivia                     |
| Brasil               | Fuerza Aérea Brasileña                      |
| Canadá               | Real Fuerza Aérea Canadiense                |
| Chile                | Fuerza Aérea de Chile                       |
| Colombia             | Fuerza Aérea Colombiana                     |
| Costa Rica           | Servicio de Vigilancia Aérea de Costa Rica  |
| Ecuador              | Fuerza Aérea Ecuatoriana                    |
| El Salvador          | Fuerza Aérea Salvadoreña                    |
| Estados Unidos       | Fuerza Aérea de los Estados Unidos          |
| Guatemala            | Fuerza Aérea Guatemalteca                   |
| Guyana               | Fuerza de Defensa de Guyana                 |
| Honduras             | Fuerza Aérea Hondureña                      |
| Jamaica              | Fuerza Aérea Jamaica                        |
| México               | Fuerza Aérea Mexicana                       |
| Nicaragua            | Fuerza Aérea del Ejército de Nicaragua      |
| Panamá               | Servicio Nacional Aeronaval                 |
| Paraguay             | Fuerza Aérea Paraguaya                      |
| Perú                 | Fuerza Aérea del Perú                       |
| República Dominicana | Fuerza Aérea Dominicana                     |
| Uruguay              | Fuerza Aérea Uruguaya                       |
| Venezuela            | Fuerza Aérea Venezolana                     |

### Observadores
Países observadores en el SICOFAA:
| País              |
| ----------------- |
| Haití             |
| Trinidad y Tobago |